# Fort Dodge (Kansas)
Fort Dodge es un lugar designado por el censo ubicado en el condado de Ford en el estado estadounidense de Kansas. En el año 2010 tenía una población de 165 habitantes.

## Geografía
Fort Dodge se encuentra ubicado en las coordenadas 37°43′51.17″N 99°56′10.28″O / 37.7308806, -99.9361889 (37.73088° -99.93619°).